# Three Drives
Three Drives, également connu sous Three Drives on a Vinyl, est un duo néerlandais de musique progressive trance composé de Erik De Koning (alias Enrico) et Ton van Empel (alias Ton T.B.).
Principalement connu pour leur chanson Greece 2000 (la version originale sort en 1997) sous le label Massive Drive Recordings puis plus tard sous le label allemand ZYX Music et Hooj Choons.

## Discographie

### Singles
Three Drives/Three Drives on a Vinyl
- 1997 : Greece 2000 - EP - UK #44
- 1998 : Greece 2000 (Remixes) - UK #12
- 1999 : EP 2000
- 1999 : Turkey 2000
- 1999 : Superfunk
- 2000 : Sunset on Ibiza - UK #44
- 2001 : Sunset on Ibiza (Remixes)
- 2002 : Carrera 2 - UK #57
- 2003 : Greece 2000 (2003 Remixes)
- 2004 : Signs from the Universe
- 2004 : Air Traffic - UK #75
- 2005 : Greece 2000 (2005 Remixes)
- 2007 : Greece 2000 (2007 Remixes)
- 2008 : Greece 2000 (2008 Remixes)
- 2008 : Together
- 2009 : Automatic City[réf. nécessaire]

Fate Federation
- 2003 : Mesmerize / Crime Scene
- 2003 : Narcotic Guide / Mayhem
- 2005 : Urbanoids / Kind Wishes

Tangled Universe
- 2002 : Message from the Universe / Cosmic Synts
- 2002 : Sparkling Message
- 2003 : Next Victim / Blind Date
- 2003 : Rain & Thunder / Execute Mode / Hyper Threading
- 2005 : I Miss You / For a Reason

Autres alias
- 1997 : Lovin', as Love Foundation (with Marc van Dale)
- 1997 : Together, as Department 1
- 1997 : Trujacq/Good Food, as Positiv
- 1997 : Foreign Affair, as Force Full
- 1999 : Never Enough, as Love Foundation (with Marc van Dale)
- 2001 : Intensive Aqua, as Legal Traders

En 2012, une version vocale du titre Greece 2000 sort sous le nom de Letting You Go.

### Albums
- 1999 : 2000
- 2003 : Melodies from the Universe